# Chloroclystis wongi
Chloroclystis wongi är en fjärilsart som beskrevs av Holloway 1976. Chloroclystis wongi ingår i släktet Chloroclystis och familjen mätare. Inga underarter finns listade i Catalogue of Life.